# Ten Kate Racing
Ten Kate Racing è una squadra di motociclismo olandese, con sede a Nieuwleusen nei Paesi Bassi.
Ha vinto il Campionato mondiale Superbike 2007 con il pilota James Toseland e per dieci volte il titolo piloti nel mondiale Supersport.

## Storia
Il team è gestito sin dagli esordi da Gerrit e Ronald Ten Kate. Il debutto avvenne nel 1994 nel campionato olandese Supersport con il pilota Harry van Beek. Nella stessa stagione il team partecipò anche a qualche tappa del campionato europeo. Nel 1995 partecipò sia al campionato olandese che a quello europeo, con il britannico Iain MacPherson affiancato a van Beek. Nel 1997 ci fu il debutto nel mondiale Supersport con il pilota australiano Fred Bayens, che concluse la stagione al 27º posto.
Dopo un'altra annata trascorsa esclusivamente nel campionato olandese, nel 1999 il team si stabilizzò definitivamente nel campionato mondiale Supersport: la moto era una Honda CBR 600 F ed il pilota David de Gea, sostituito poi da Karl Muggeridge, che l'anno successivo ottenne la prima vittoria per il team, sul circuito di Brands Hatch. L'australiano, che concluse quinto nel mondiale, fu affiancato da diversi piloti nel corso della stagione, tra i quali anche James Ellison.
Nel 2001 il team ricevette il supporto di Honda Europa, ed i piloti furono Fabien Foret e Pere Riba: il francese ottenne due successi in gara e chiuse la stagione all'ottavo posto, mentre lo spagnolo finì in sesta posizione, con una vittoria ed un secondo posto. Nel 2002 Fabien Foret si laureò campione mondiale supersport, conseguendo il primo storico titolo mondiale in questa competizione per la Honda e per il team Ten Kate. Mentre il compagno, Iain MacPherson, chiuse 9º con un podio all'attivo. Nel 2003 i piloti furono invece gli australiani Karl Muggeridge, che si aggiudicò le ultime tre gare della stagione e si classificò 4º, e Chris Vermeulen, che vinse il titolo mondiale, conquistando anche quattro vittorie.
Nel 2004 la squadra si sposta nel campionato mondiale Superbike, portando in pista la Honda CBR1000RR. In questa annata Chris Vermeulen riuscì a giocarsi il mondiale fino all'ultimo GP, vincendo anche quattro gare. Nel mondiale Supersport venne confermato Muggeridge, che si laureò campione con 7 gare vinte, davanti al compagno di squadra e connazionale Broc Parkes.
Nel 2005 viene schierata una seconda moto nel mondiale Superbike, guidata da Karl Muggeridge che concluse 11º, mentre Vermeulen fu confermato e vinse sei gare, chiudendo al secondo posto in classifica. Nel mondiale Supersport il titolo fu vinto con tre gare d'anticipo dal francese Sébastien Charpentier, mentre il compagno giapponese Katsuaki Fujiwara arrivò terzo. Nel 2006 Vermeulen, passato in MotoGP, fu rimpiazzato da James Toseland (vincitore del campionato mondiale Superbike 2004). Toseland finì secondo con tre gare vinte, mentre Muggeridge finì 12º. Nel mondiale Supersport, Charpentier si confermò campione con sei vittorie e fu affiancato dal turco Kenan Sofuoğlu, che chiuse in terza posizione con due gare vinte.

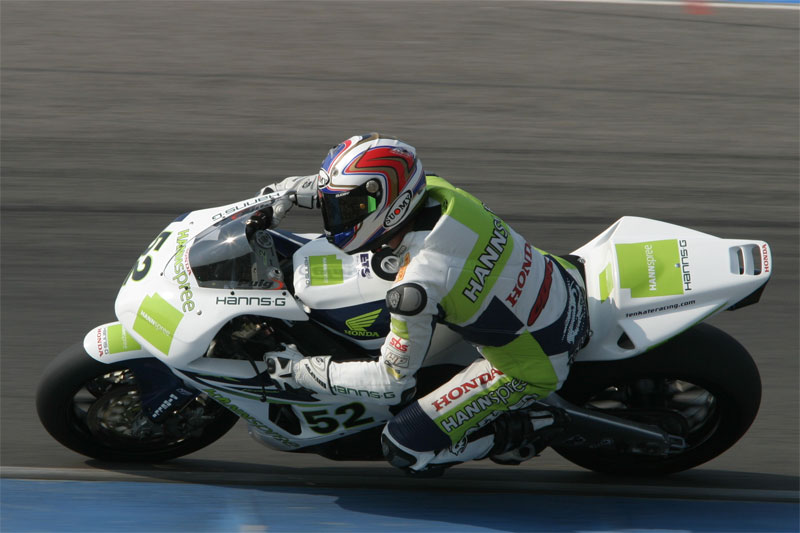
Toseland ad Assen nel 2007.

Nel 2007 Toseland fu affiancato da Roberto Rolfo; Toseland vinse otto gare e si aggiudicò il titolo mondiale nella gara finale con un margine di soli 2 punti su Noriyuki Haga, mentre Rolfo finì all'8º posto. Nel mondiale Supersport furono confermati i piloti dell'anno precedente, ma fu Sofuoğlu a conquistare il titolo, con 8 vittorie, mentre Charpentier si piazzò all'11º posto. In questa stagione il team prese parte anche alla Superstock 1000 FIM Cup con Bram Appelo.
Nel 2008 la squadra schierò tre moto, una per Carlos Checa, 4º classificato a fine stagione, una per Ryūichi Kiyonari, che chiuse in nona posizione, e una per Sofuoğlu, 18º. Nel mondiale Supersport i piloti titolari furono Andrew Pitt, che vinse il titolo, e Jonathan Rea, che si piazzò secondo. In occasione dell'ultima prova dei due campionati in Portogallo, Rea e Sofuoğlu si scambiarono di ruolo, con il primo che nelle due gare del mondiale Superbike ottenne 14 punti per la 26ª posizione finale e con l'altro che riuscì a vincere la gara del mondiale Supersport. Nella Superstock 1000 FIM Cup l'unico pilota fu invece il francese Maxime Berger, che concluse la stagione al secondo posto.
Nel 2009 il team continuò con Checa e Kiyonari, ai quali affiancò Rea; quest'ultimo fu il migliore dei tre con il 5º posto finale e due vittorie, mentre i primi due conclusero la stagione rispettivamente in 7ª e 11ª posizione. Nel mondiale Supersport vennero schierati Pitt e Sofuoğlu, rispettivamente 6º e 3º, e dunque venne interrotta la striscia vincente del team nella categoria, che aveva avuto inizio nel 2002. Nella Superstock 1000 venne confermato Berger, che finì l'annata in 3ª posizione.
L'anno successivo venne confermato Rea e ingaggiato il tedesco Max Neukirchner: il primo vinse 4 gare e finì quarto nella classifica finale, l'altro invece chiuse al 18º posto. Nel mondiale Supersport venne confermato Sofuoğlu, che bissò il successo del 2007 concludendo tutte le gare sul podio; il suo compagno di squadra, Michele Pirro, concluse 5º con una vittoria all'attivo. Il pilota della Superstock 1000 FIM Cup fu per il terzo anno consecutivo Berger, che finì il campionato in seconda posizione.
Nel campionato mondiale Superbike 2011 il team partecipò come "Castrol Honda" ancora con Rea e con lo spagnolo Rubén Xaus; entrambi subirono infortuni nel corso della stagione, e alla fine il migliore fu Jonathan Rea, che vinse due gare e guadagnò il 9º posto finale, mentre Xaus fu 17º. Nel mondiale Supersport i piloti furono i francesi Fabien Foret e Florian Marino, rispettivamente 3º e 8º in classifica. Nella Superstock 1000 FIM Cup gareggiò Luca Verdini, sostituito in seguito da Loris Baz e Ferruccio Lamborghini. Nel campionato mondiale Superbike 2012 il team rinominato "Honda World Superbike", schierò, a fianco del confermato Jonathan Rea, Hiroshi Aoyama, campione del mondo della classe 250 nel 2009. Il primo si piazzò quinto in campionato con due vittorie, una ad Assen ed una a Donington. Il giapponese invece si piazzò 18º con 61,5 punti. Nel mondiale Supersport i piloti furono Broc Parkes, Michael van der Mark e Miguel Praia, solo il primo ottenne punti validi per la classifica mondiale. Nella Superstock 1000 FIM Cup gareggiò il solo Fabio Massei, classificandosi ottavo nel mondiale con 71 punti.
Nel campionato mondiale Superbike 2013 il team rinominato "Pata Honda", schierò nuovamente Jonathan Rea, affiancandogli un altro pilota britannico: Leon Haslam. Rea, anche a causa di un infortunio che gli fece saltare gli ultimi quattro Gran Premi, giunse nono in classifica finale, riuscendo comunque a vincere gara 1 a Silverstone. Haslam giunse invece 13º con 91 punti. Nel mondiale Supersport i piloti furono Michael van der Mark e Lorenzo Zanetti, che si classificarono rispettivamente quarto e quinto nel mondiale ma senza ottenere vittorie. Nella Superstock 1000 FIM Cup gareggiarono vari piloti, alternandosi per alcune gare senza ottenere risultati di rilievo se non qualche gara a punti.
Nel campionato mondiale Superbike 2014 la squadra confermò i piloti della stagione 2013, i quali fecero entrambi un passo avanti in classifica rispetto alla stagione precedente. Jonathan Rea, dopo essere stato anche in testa al mondiale nel corso della stagione, ottenne il terzo posto in classifica finale, sopravanzando di un solo punto l'italiano Marco Melandri all'ultima gara in Qatar. Leon Haslam fu invece autore di un'annata regolare, con un solo ritiro nella gara inaugurale a Phillip Island, culminata col terzo posto ottenuto in gara 2 a Magny Cours, chiuse settimo nel mondiale con 187 punti, più del doppio di quelli dell'anno precedente. Anche nel mondiale Supersport, i confermati Michael van der Mark e Lorenzo Zanetti fecero un passo avanti, con l'olandese che riportò il titolo di campione mondiale della Supersport al team a quattro anni di distanza dall'ultimo successo targato Kenan Sofuoğlu. Zanetti invece si piazzò quarto nel mondiale, ottenendo la sua prima vittoria di categoria sul circuito di casa a Imola.
Nel 2015 il team cambia entrambi i piloti in Superbike, andando a sostituire Jonathan Rea, passato al team ufficiale Kawasaki con il neo campione della Supersport Michael van der Mark. La seconda moto viene invece affidata al campione del mondo in carica della Superbike: Sylvain Guintoli che prende il posto di Leon Haslam. I risultati della stagione sono al di sotto delle aspettative, Guintoli e van der Mark mettono assieme solo quattro podi stagionali chiudendo l'annata rispettivamente sesto e settimo nel mondiale. In Supersport viene schierata una sola moto, affidata al britannico Kyle Smith che, dopo una stagione altalenante, va a cogliere l'unico successo stagionale per il team nella gara finale in Qatar.
Nel 2016 in Superbike è riconfermato l'olandese van der Mark al quale viene affiancato lo statunitense Nicky Hayden che diventa il primo pilota tra i vincitori di un campionato nella classe MotoGP del Motomondiale a correre in questa categoria. Nella Supersport viene schierata una sola Honda CBR600RR affidata ad un altro statunitense: Patrick Jacobsen.
Nel mondiale Superbike i risultati sono buoni, van der Mark e Hayden chiudono rispettivamente al quarto e quinto posto in campionato, portando Honda al terzo posto in classifica costruttori. Da segnalare la Superpole di van der Mark in Thailandia e la vittoria sul bagnato per Hayden in Malesia. Al di sotto delle aspettative invece, la stagione nella Supersport, con Jacobsen che chiude al quarto posto in classifica piloti senza ottenere vittorie.
Nel 2017 al confermato Nicky Hayden viene affiancato il pilota tedesco, ex campione della Moto2, Stefan Bradl alla guida delle Honda CBR 1000RR. In questa stagione il team non partecipa al Campionato mondiale Supersport. Nel 2018 il team partecipa al mondiale Superbike con una coppia di piloti composta dallo statunitense Jake Gagne e dal britannico Leon Camier. Chiudono la stagione rispettivamente al diciassettesimo e dodicesimo posto in classifica piloti. Nel 2019, conclusa la partnership con Honda, torna nel mondiale Superbike a stagione in corso mettendo in pista un'unica Yamaha YZF-R1 affidata al francese Loris Baz, che conclude la stagione al decimo posto e al terzo nella graduatoria del Trofeo Indipendenti, risultando in qualche occasione il miglior pilota Yamaha sotto la bandiera a scacchi. Nel 2020 viene riconfermato il pilota francese Loris Baz nella Superbike, che termina la stagione all'ottavo posto nel mondiale e secondo nel Trofeo Indipendenti conquistando quattro piazzamenti a podio. Torna inoltre nel campionato mondiale Supersport, con il pilota sudafricano Steven Odendaal che chiude la sua stagione d'esordio al quinto posto in classifica piloti. Ten Kate esordisce nel campionato mondiale Supersport 300 con il pilota olandese Glenn van Straalen che conquista qualche punto prima di essere sostituito da Víctor Rodríguez Núñez.
Nel 2021 il team partecipa al mondiale Supersport con una coppia di piloti formata da Galang Hendra Pratama
e Dominique Aegerter più un paio di sostituzioni in stagione per Simon Jespersen e Leonardo Taccini. Con un Gran Premio di anticipo sul termine del campionato Aegerter si laurea campione del mondo portando a Ten Kate il primo titolo dopo la separazione da Honda. Nel 2022 al confermato Aegerter viene affiancato Leonardo Taccini. Il team vince la classifica a squadre con Aegerter che, con 17 vittorie, si conferma campione del mondo. Nel 2023 continuando con Yamaha, il team schiera due motociclette affidate a Stefano Manzi e Jorge Navarro. Manzi rimane in corsa per il titolo fino al penultimo Gran Premio classificandosi secondo. Navarro, all'esordio in Supersport, ottiene un podio e chiude settimo. Per il terzo anno consecitivo Ten Kate vince la classifica a squadre. Il 2024 vede Ten Kate confermarsi al vertice della graduatoria a squadre: con il confermato Manzi e il pilota locale Glenn van Straalen, vincitore di gara due al Gran premio di Assen.